# ベツェレム
ベツェレム（ヘブライ語: בצלם、英語: B'Tselem）は、イスラエルの人権団体で、NGOである。
1989年2月3日設立。イスラエルの弁護士、学者、ジャーナリスト、国会（クネセト）議員などが参加した。

## 活動内容
ベツェレムは活動目的を、「ヨルダン川と地中海の間の土地に住むパレスチナ人とイスラエル人のすべての人々に、人権、民主主義、自由、平等を保証する未来を実現するための唯一の方法であるとの認識のもと、イスラエルの占領を終わらせることを目指しています」としている。
右翼的なユダヤ系イスラエル人が行っている国際法に反した入植活動の実態、イスラエル国防軍によるパレスチナ人への人権侵害の実態などをリサーチ、公表している団体である。
すなわち、この団体はイスラエルに拠点を置く団体であるが、パレスチナの現状を国際社会に訴えている団体である。
例として、ヘブロンのユダヤ人入植者の家の向かいに住んでいるパレスチナ人にカメラを持たせ、入植者の子供たちによる家への投石や、入植者の女性によるパレスチナ人女性への言葉の暴力（「売春婦」と罵っている）の実態を暴いたことがある。この模様はインターネットの動画サイトなどで広く世界に公開された。

## 類似組織
- ピース・ナウ
- グーシュ・シャローム
- イェシュ・ディン